# Ӷ
Das Ӷ (kleingeschrieben ӷ) ist ein Buchstabe des kyrillischen Alphabets, bestehend aus einem Г mit heruntergezogener Serife. Er wird zum Schreiben der yupischen und ehemals auch der niwchischen Sprache benutzt.

## Zeichenkodierung
| Standard  | Standard    | Majuskel Ӷ                                 | Minuskel ӷ                               |
| --------- | ----------- | ------------------------------------------ | ---------------------------------------- |
| Unicode   | Codepoint   | U+04F6                                     | U+04F7                                   |
| Unicode   | Name        | CYRILLIC CAPITAL LETTER GHE WITH DESCENDER | CYRILLIC SMALL LETTER GHE WITH DESCENDER |
| UTF-8     | UTF-8       | D3 B6                                      | D3 B7                                    |
| XML/XHTML | dezimal     | &#1270;                                    | &#1271;                                  |
| XML/XHTML | hexadezimal | &#x04F6;                                   | &#x04F7;                                 |